# Renata Ewa Pyz-Łukasik
Renata Ewa Pyz-Łukasik – polska lekarka weterynarii, doktor habilitowany nauk rolniczych, adiunkt na Uniwersytecie Przyrodniczym w Lublinie, specjalista od higieny żywności pochodzenia zwierzęcego.

## Kariera naukowa
W 1995 roku na Akademii Rolniczej w Lublinie uzyskała tytuł lekarza weterynarii. W 1996 roku została zatrudniona na tejże uczelni, a w 2004 roku na jej Wydziale Medycyny Weterynaryjnej uzyskała stopień doktora nauk weterynaryjnych na podstawie rozprawy pt. Zmienność zanieczyszczenia bakteryjnego mięsa i narządów wewnętrznych królików w zależności od pochodzenia surowca i czasu jego przechowywania, której promotorem był Krzysztof Szkucik. W 2019 roku ta sama uczelnia nadała jej stopień doktora habilitowanego nauk rolniczych w dyscyplinie weterynarii na podstawie pracy pt. Wartość odżywcza i bezpieczeństwo dla zdrowia konsumentów amura białego, tołpygi pstrej, jesiotra syberyjskiego i suma europejskiego.